# 高知県の図書館一覧
高知県の図書館一覧（こうちけんのとしょかんいちらん）は、高知県の図書館の一覧である（学校図書館を除く）。

## 県立図書館
- 高知県立図書館
  - オーテピア高知図書館

## 市立図書館
高知市
- 高知市民図書館
  - (愛称:オーテピア高知図書館 - 条例上は本館)
  - 旭市民図書館
  - 潮江市民図書館
  - 長浜市民図書館
  - 江ノ口市民図書館
  - 下知市民図書館
  - 春野市民図書館
  - 三里ふれあいセンター図書室
  - 鴨田ふれあいセンター図書室
  - 初月ふれあいセンター図書室
  - 一宮ふれあいセンター図書室
  - 高須ふれあいセンター図書室
  - 介良ふれあいセンター図書室
  - 朝倉ふれあいセンター図書室
  - 秦ふれあいセンター図書室
  - 五台山ふれあいセンター図書室
  - 大津ふれあいセンター図書室
  - 布師田ふれあいセンター図書室
  - 御畳瀬ふれあいセンター図書室
  - 瀬戸ふれあいセンター図書室
  - 鏡図書室
  - 土佐山図書室

室戸市
- 室戸市立市民図書館

安芸市
- 安芸市民図書館

香南市
- 香南市図書館
  - 香南市立香我美図書館
  - 香南市立野市図書館

香美市
- 香美市立図書館
  - 香美市立図書館香北分館
  - 香美市立図書館物部分館

南国市
- 南国市立図書館

土佐市
- 土佐市立市民図書館
  - 土佐市立市民図書館宇佐分館
  - 土佐市立市民図書館戸波分館

須崎市
- 須崎市立図書館

四万十市
- 四万十市立図書館

宿毛市
- 宿毛市立坂本図書館

土佐清水市
- 土佐清水市立市民図書館

## 町立図書館
安芸郡
- 東洋町立図書館
- 田野町生涯学習センター図書室

土佐郡
- 土佐町立図書館

吾川郡
- いの町立図書館

高岡郡
- 佐川町立図書館
- 四万十町立図書館
- 津野町立図書館
  - 津野町立図書館かわうそ館
  - 津野町立図書館虎太郎館
- 越知町立図書館
  - 越知町立本の森図書館
- 黒潮町立図書館
  - 黒潮町立大方図書館
  - 黒潮町立佐賀図書館
- 大月町立図書館

## 村立図書館
安芸郡
- 芸西村立図書館

高岡郡
- 日高村立図書館

## その他
- 高知こどもの図書館